# Gornji Očauš
Gornji Očauš (cyr. Горњи Очауш) – wieś w Bośni i Hercegowinie, w Republice Serbskiej, w gminie Teslić. W 2013 roku liczyła 526 mieszkańców.